# Polden Hills

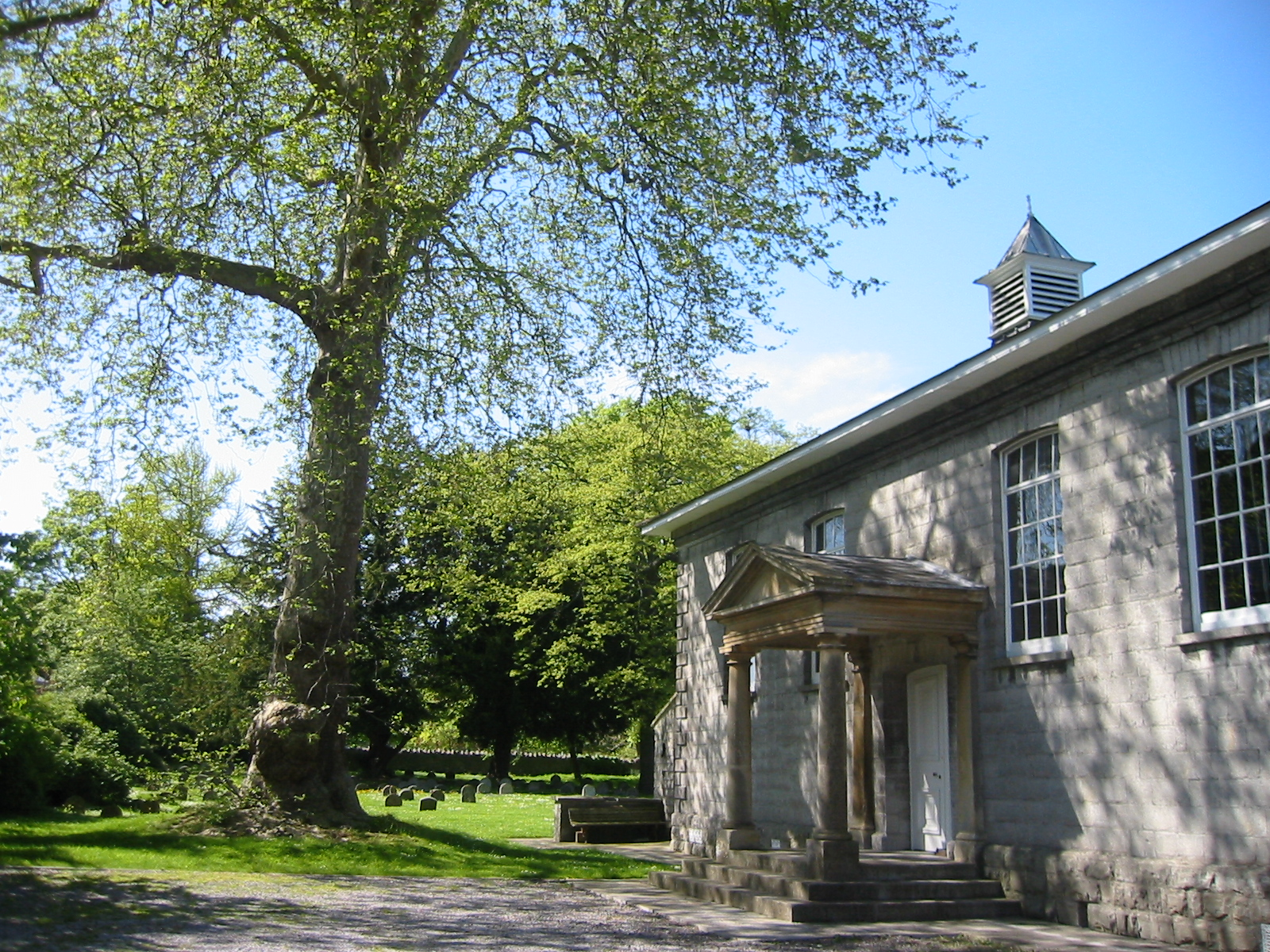
Friends' Meeting House w Street

Polden Hills – długi, ponadtrzydziestokilometrowy wał wzgórz w hrabstwie Somerset rozdzielający na dwie części Quantock Hills i Wzgórza Mendip, do których biegnie równolegle. Zachodnią część wzgórz przecina autostrada M5 i kolej Bristol Temple Meads – Exeter.
Punktami skrajnymi wału są od zachodu wieś Puriton, a od wschodu Street. Wzgórza są słabo zaludnione, większość powierzchni zajmują łąki. Dobre warunki klimatyczne spowodowały rozwój sadownictwa na tym terenie

## Miejscowości na wzgórzach
- północna część Bridgwater
- Woolavington
- Puriton
- Street